# Paul Weiss (nanocientífico)
Paul S. Weiss (nacido el 10 de octubre de 1959) es un nanocientífico estadounidense de la Universidad de California, Los Ángeles. Ocupa numerosos cargos, incluido el de Presidente de la UC, Profesor Distinguido de Química y Bioquímica, Bioingeniería y de Ciencia e Ingeniería de Materiales, y fundador y editor en jefe de ACS Nano. De 2019 a 2014, ocupó la Cátedra Fred Kavli en Ciencias de Nanosistemas y fue director del Instituto de Nanosistemas de California Weiss es coautor de más de 400 publicaciones de investigación y posee más de 40 patentes estadounidenses e internacionales.
Weiss recibió se licenció en ciencias y obtuvo su maestría en ciencias del Instituto de Tecnología de Massachusetts en 1980 y se doctoró en química en la Universidad de California, Berkeley en 1986. Fue investigador postdoctoral en Bell Labs de 1986 a 1988 y científico visitante en IBM Research en Almaden de 1988 a 1989. Desde 1989 hasta 2009, Weiss fue profesor en la Universidad Estatal de Pensilvania, ascendiendo de Profesor Asistente a Profesor Distinguido de Química y Física. Se mudó a UCLA en 2009.
Su grupo de investigación se ha centrado tradicionalmente en la comprensión y el control de la química y los materiales a las escalas más pequeñas. Han demostrado cómo los átomos y las moléculas se comunican a través de sustratos en los que se asientan a distancias mayores que las químicas. Han explotado las monocapas autoensambladas como entornos bien definidos para aislar moléculas individuales con el fin de medir el transporte de electrones, como medio para mejorar las técnicas de nanofabricación y como forma de aislar moléculas de sondeo en superficies de captura bioespecíficas. El grupo ha diversificado su enfoque para abarcar proyectos que tienen un amplio impacto en la nanociencia y otros campos, incluyendo matrices de nanobiosensores para la investigación del cerebro y el estudio del microbioma. Weiss dirigió la hoja de ruta tecnológica de la Iniciativa BRAIN y, junto con Julie S. Biteen, contribuyó a la hoja de ruta de la Iniciativa Nacional del Microbioma, ambas publicadas en ACS Nano.

## Vida personal
Está casado y colabora con Anne M. Andrews, profesora de psiquiatría y ciencias bioconductuales en la Universidad de California en Los Ángeles.
Recientemente en un podcast con Citrine Informatics, el Prof. Jillian Buriak estimó que el Prof. Paul Weiss viaja 300,000 millas al año en relación con su investigación científica y su participación en la comunidad.

## Premios y honores
- 1995-1997 Beca de la Fundación Alfred P. Sloan
- 1997-1998 Beca de la Fundación Conmemorativa John Simon Guggenheim
- 1996 Premio Nobel de la Sociedad Americana de Química para la educación de posgrado en química
- 2002 Miembro de la Sociedad Estadounidense de Física[10]
- 2014 Academia Estadounidense de las Artes y las Ciencias, miembro electo
- Premio de la Sociedad Química Estadounidense 2015 en Química de Superficies y Coloides
- Medalla Tolman de la Sociedad Química Estadounidense 2016[11]
- 2017 Academia Canadiense de Ingeniería, Elegido becario extranjero inaugural
- Premio Patterson-Crane de la American Chemical Society 2018 por contribuciones a la información química
- Premio IEEE Pioneer 2019 en Nanotecnología